# Zingiber nanlingense
Zingiber nanlingense là một loài thực vật có hoa trong họ Gừng. Loài này được Lin Chen, An Qiang Dong và Fu Wu Xing miêu tả khoa học đầu tiên năm 2011 dưới danh pháp Zingiber nanlingensis. Tuy nhiên, do Zingiber là danh từ giống trung nên danh pháp đúng quy tắc chính tả phải là Zingiber nanlingense và điều này được WCSP, POWO ghi nhận; trong khi IPNI, The Plant List, ZRC vẫn ghi nhận theo danh pháp gốc.

## Từ nguyên
Tính từ định danh nanlingense (giống đực/giống cái: nanlingensis) lấy theo tên gọi dãy núi Nam Lĩnh ở phía bắc tỉnh Quảng Đông.

## Mẫu định danh
Các mẫu định danh bao gồm:
- Holotype: Dong A-Q. 2873; thu thạp ngày 5 tháng 6 năm 2009, tại hương dân tộc Dao Xứng Giá, huyện Dương Sơn, địa cấp thị Thanh Viễn, tỉnh Quảng Đông. Mẫu này lưu giữ tại Vườn Thực vật Hoa Nam, Quảng Châu (IBSC).
- Paratype: Chen L. 2862; thu thập ngày 22 tháng 7 năm 2010, cũng tại hương hương dân tộc Dao Xứng Giá và cũng được lưu giữ tại IBSC.

## Phân bố
Loài này là đặc hữu Trung Quốc, được tìm thấy trong khu vực phía bắc tỉnh Quảng Đông, ở cao độ khoảng 100 m.

## Phân loại
Gần giống với Z. mioga, loài được Schumann (1904) xếp trong tổ trong tổ Cryptanthium.